# Sint-Jozefkathedraal (Zanzibar)
De Sint-Jozefkathedraal (Swahili: Kanisa kuu la Mtakatifu Yosefu) is een rooms-katholieke kerk in Stone Town op het Tanzaniaanse eiland Zanzibar. Het is de zetel van de bisschop van Zanzibar.
De kathedraal werd tussen 1893 en 1898 gebouwd naar een ontwerp van de Franse architect Béranger op initiatief van Franse missionarissen van de Congregatie van de Heilige Geest. De kerk in neoromaanse stijl met twee gelijke torens aan de voorzijde is in de verte geïnspireerd op de kathedraal van Marseille. Het interieur is beschilderd met fresco's met scènes uit het Oude Testament. De glas-in-loodramen zijn geïmporteerd uit Frankrijk.
De kerk bevindt zich in de wijk Baghani aan een zijstraat van Kenyatta Road. 